# العزب (مذهب)
مذهب العزب هو إحدى مدارس الشريعة الإسلامية في الإباضية. تأسست المدرسة الإباضية بين عامي 1286 و1386 وتتركز بشكل أساسي في منطقة المغرب العربي. في الممارسة العملية، يُروج العزب لنظام جماعي بدلًا من الفردية. وتُتَّخَذ القرارات التي خصصها العزب في إطار مجلس، وصل أعضاؤه إلى مناصبهم عن طريق المشاورات، وأحكامه مستمدة من عدد متنوع من المصادر.